# الهجرة الكبرى

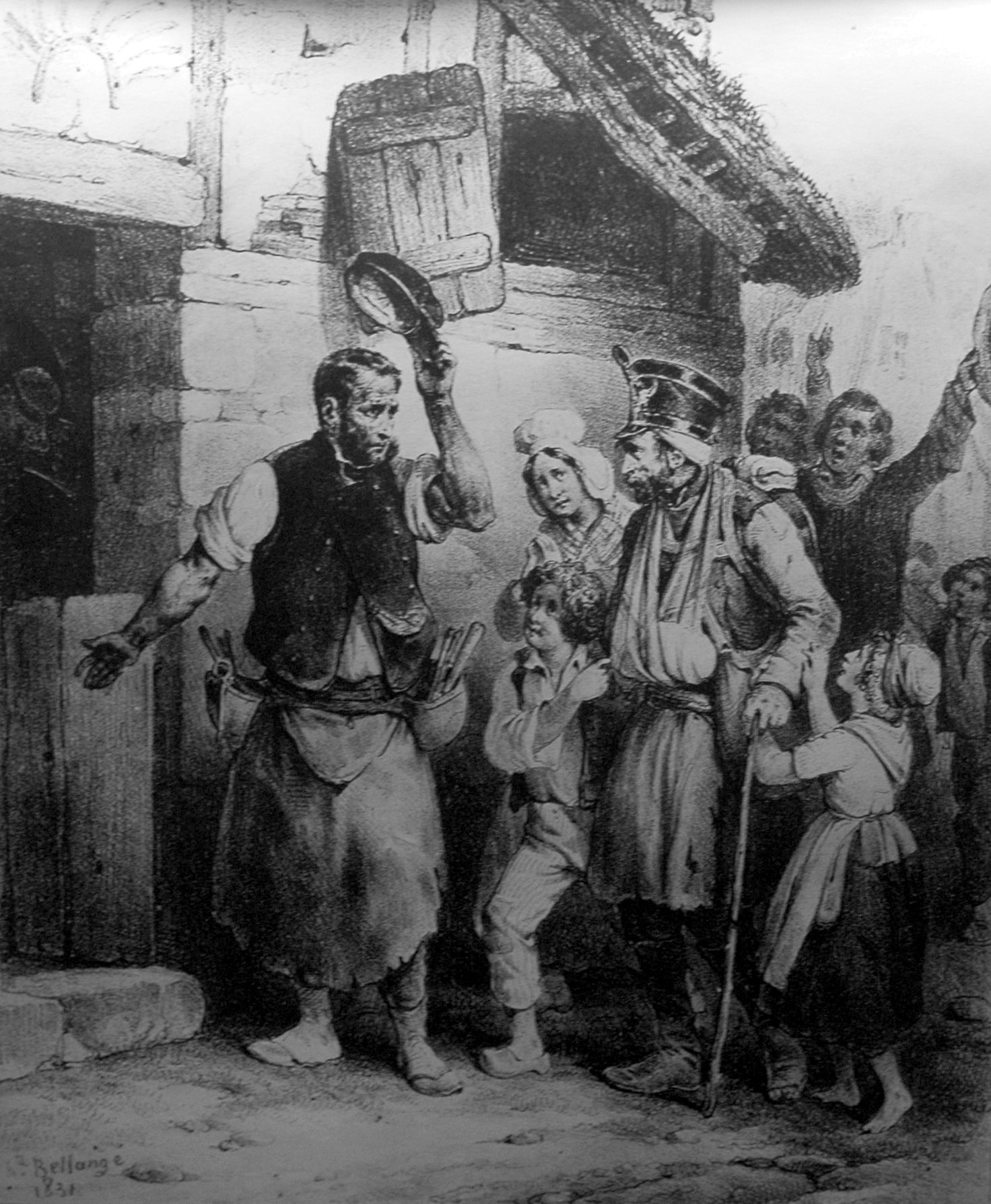
منفي بولندي، رسم من القرن التاسع عشر

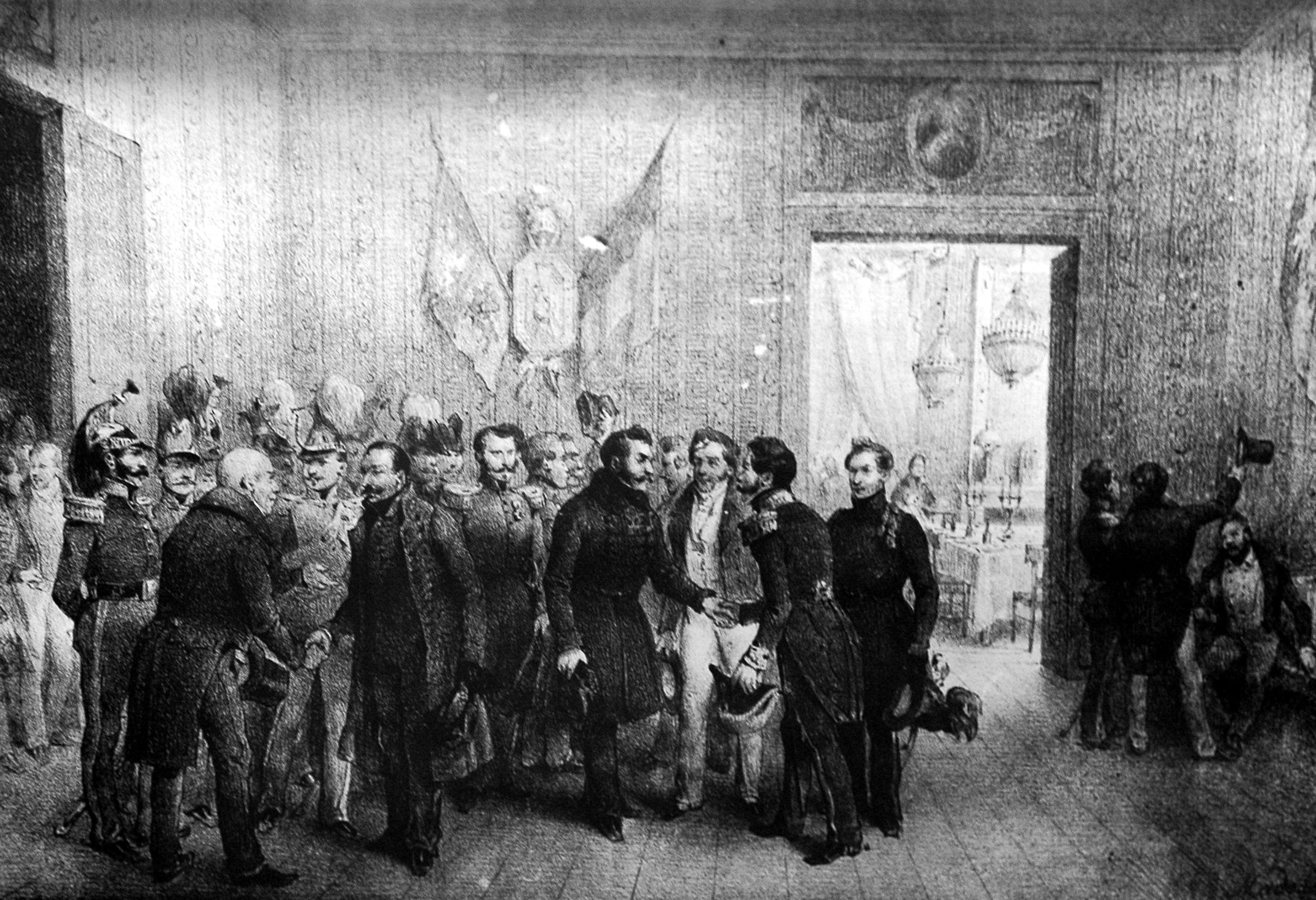
المهاجرون البولنديون في بلجيكا، رسم من القرن التاسع عشر

الهجرة الكبرى (بالبولندية: Wielka Emigracja)‏ هي واقعة تصف هجرة الآلاف من البولنديين والليتوانيين، لا سيما ممن ينتمون إلى النخب السياسية والثقافية، في الفترة الممتدة من 1831 إلى 1870، بعد فشل انتفاضة نوفمبر 1830-1831 وانتفاضات أخرى، مثل انتفاضة كراكوف في 1846 وانتفاضة يناير 1863-1864. شملت هذه الهجرة تقريبًا جميع أعضاء النخبة السياسية في الكونجرس البولندي، وكان من بين المنفيين فنانون وجنود وضباط ممن شاركوا في الانتفاضة، وأعضاء مجلس نواب الكونجرس البولندي في الفترة 1830-1831 والعديد من أسرى الحرب الذين فروا من الأسر.

## الهجرة البولندية بعد تقاسم بولندا
منذ أواخر القرن الثامن عشر، سيطر على جزء كبير من المشهد السياسي البولندي أولئك الذين مارسوا نشاطاتهم من خارج البلاد باعتبارهم مهاجرين. وقد جاء نفيهم نتيجةً لتقاسم بولندا، حيث انقسمت أراضي الكومنولث البولندي الليتواني بالكامل بين الإمبراطورية الروسية ومملكة بروسيا وملكية هابسبورغ التابعة للنمسا.

## في أعقاب انتفاضة نوفمبر
وقعت أبرز موجة من موجات الهجرة بعد انتفاضة نوفمبر 1830-1831.
وفقًا للمؤرخ رولف مالتي، في خريف عام 1831، أُجبر حوالي 50 ألف شخص على الهجرة من الكونجرس البولندي. ويقدِّر عالم الاجتماع جيرزي زوبرزيكي أن عدد اللاجئين السياسيين لم يكن على الأرجح أكبر من 5000-6000 شخص في أي وقت خلال الفترة ما بين 1831 والربع الأخير من القرن التاسع عشر.